# Phylloxera globosa
Phylloxera globosa är en insektsart som först beskrevs av Shimer 1867.  Phylloxera globosa ingår i släktet Phylloxera och familjen dvärgbladlöss.

## Underarter
Arten delas in i följande underarter:
- P. g. globosa
- P. g. coniferum